# 文壇
文壇（ぶんだん）とは、作家、文芸評論家、雑誌編集長、出版社の編集者など文学・文筆活動を取り巻く人たちのつながりと付き合いの世界のこと。
文士という言葉が通用した時代には、頻繁に使われた言葉。文壇バーなどというものもあった。こうした作家たちの付き合いで、年一回、親睦を兼ねて、出版社の肝いりで「文士劇」なるものも上演された。
類語である楽壇（音楽業界）、画壇（美術業界）が、ポピュラーミュージック、流行歌や商業美術、マンガを含まないニュアンスで用いられることが多いのに対し、文壇という言葉には大衆文学を排除する性格はほとんどない。

## 文壇の起こり
文壇が成立したのは、一般に明治20年代に尾崎紅葉を棟梁とする硯友社に始まるとされている。尾崎紅葉という有能な「親方」が中心となり、仲間の作家を集め、将来のある「弟子」を養ったことで、交友関係、師弟関係、恩顧関係、取引関係による閉鎖的なギルド組織が形成されることとなった。文学的主張や思想を同じくはしていないが、漠然とした文学共同体を作り、内部的に統制して結束を固め、ジャーナリズムが発達するとこれと結び、職業上の利益と独立とを擁護した。

尾崎と同時期に活躍した作家の内田魯庵は、これを裏付けるように以下の文章を残している。